# Záriečie (district de Púchov)
Pour les articles homonymes, voir Záriečie.
Záriečie (hongrois : Felsőzáros) est un village de Slovaquie situé dans la région de Trenčín.

## Histoire
La première mention écrite du village date de 1475.

## Démographie

### Évolution de la population
| Année:               | 1994. | 2004.   | 2014.   | 2024.   |
| -------------------- | ----- | ------- | ------- | ------- |
| Nombre de personnes: | 667   | 675     | 706     | 696     |
| Différence:          |       | +1,19 % | +4,59 % | -1,41 % |

| Année:               | 2023. | 2024. |
| -------------------- | ----- | ----- |
| Nombre de personnes: | 696   | 696   |
| Différence:          |       | +0 %  |